# Neciklopedija
Neciklopedija (engl. Uncyclopedia), slobodna enciklopedija, je satirični sajt koji je parodija Vikipedije. 
Sajt postoji od 5. januara 2005. godine, a stvorio ga je Džon Hogan, takođe poznat pod nadimkom „Kronario“. Logo Neciklopedije na engleskom je izdubljen krompir pod nazivom Sofija (mudrost), a logo srpske Neciklopedije je deformisan točak poznatiji kao i "točak mudrosti".

## Istorija
Neciklopedija je polako prerasla u vebsajt sa originalnim sadržajem. U maju 2005, Anđela Bizli, potpredsednica Wikia Inc., objavila je da će Neciklopedija biti deo projekta Wikia, da sajt ima licencu i da će nastaviti da postoji u nepromenjenom obliku. Hogan je premestio uncyclopedia.org na domen Wikia, Inc. 10. jula 2005. godine.

## Jezička izdanja
Glavna stranice Neciklopedije aludira na veliki broj poznatih osoba. Neki od tih članaka imaju gotovo kultni status. Neki od članaka su u potpunosti izmišljeni ili parodični. Neciklopedija često aludira da je Vikipedija za ljude bez smisla za humor i da je Vikipedija parodija Neciklopedije.

### Izdanje na engleskom jeziku
Jedna od ličnosti na koju se odnosi najveći broj aluzija je Oskar Vajld. 

### Izdanje na srpskom jeziku
Kada je reč o Neciklopediji na srpskom jeziku, znatan deo članaka pominje Milku Canić, srpsku supervizorku kviza Slagalica.

## Spoljašnje veze
- Glavni sajt Neciklopedije (језик: енглески)
- Sajt na srpskom jeziku